# Мегура (комуна, Бузеу)
Мегура (рум. Măgura) — комуна у повіті Бузеу в Румунії. До складу комуни входять такі села (дані про населення за 2002 рік):
- Мегура (1423 особи) — адміністративний центр комуни
- Чута (837 осіб)

Комуна розташована на відстані 100 км на північ від Бухареста, 24 км на північний захід від Бузеу, 114 км на захід від Галаца, 86 км на південний схід від Брашова.

## Населення
За даними перепису населення 2002 року у комуні проживали 4700 осіб.
Національний склад населення комуни:
| Національність | Кількість осіб | Відсоток |
| -------------- | -------------- | -------- |
| румуни         | 4659           | 99,1%    |
| цигани         | 40             | 0,9%     |
| турки          | 1              | < 0,1%   |

Рідною мовою назвали:
| Мова      | Кількість осіб | Відсоток |
| --------- | -------------- | -------- |
| румунська | 4678           | 99,5%    |
| циганська | 21             | 0,4%     |
| турецька  | 1              | < 0,1%   |

Склад населення комуни за віросповіданням:
| Релігія        | Кількість осіб | Відсоток |
| -------------- | -------------- | -------- |
| православні    | 4482           | 95,4%    |
| лютерани       | 85             | 1,8%     |
| адвентисти     | 57             | 1,2%     |
| п'ятдесятники  | 56             | 1,2%     |
| баптисти       | 14             | 0,3%     |
| греко-католики | 2              | < 0,1%   |
| реформати      | 1              | < 0,1%   |
| мусульмани     | 1              | < 0,1%   |
| бретрени       | 1              | < 0,1%   |
| не релігійні   | 1              | < 0,1%   |

## Зовнішні посилання
- Дані про комуну Мегура на сайті Ghidul Primăriilor